# Jochen Rieger
Jochen Winfried Rieger (* 22. November 1956 in Stuttgart) ist ein deutscher Musiker, Chorleiter, Komponist moderner christlicher Musik und Musikproduzent.

## Leben
Jochen Rieger studierte von 1977 bis 1983 Musik – mit dem Hauptfach Klavier und Nebenfach Trompete – und Geographie in Karlsruhe und Stuttgart. Anschließend folgte ein Studium für das künstlerische Lehramt an Gymnasien zeitgleich mit einem Aufbaustudium in Jazz- und Popularmusik, welches er 1985 mit Auszeichnungen abschloss.
1986 trat Jochen Rieger als Musikreferent in den christlichen Verlag Gerth Medien ein und übernahm hier die Leitung der Musikabteilung von Margret Birkenfeld. Ebenso übertrug sie ihm die Leitung des Schulte & Gerth Studiochors und des Wetzlarer Jugendchors, welcher sich jedoch bald in den von Rieger gegründeten Perspektiven und den Studiochor auflöste. Mit dem Schulte & Gerth Studiochor spielte er in den folgenden Jahren bis 2000 sowohl klassische als auch moderne Chorkonzepte wie Lebendige Psalmen oder Die schönsten Choräle ein. 1994 versammelte er für das Gospelalbum Day By Day zum ersten Mal die Vocals, eine Formation aus hochkarätigen christlichen Popmusikern, um sich. Ebenso wurde Jochen Rieger fester Arrangeur und Produzent für etablierte Künstler wie den Wir singen für Jesus Chor, Die Wasserträger oder auch Neuentdeckung Werner Hoffmann. Neben Klaus Heizmann prägte er so die spätere Jugendchorbewegung der christlichen Musikszene maßgeblich.
Mit Ausklingen der Jugendchorbewegung in den 1990er Jahren entstanden vermehrt Konzepte mit Solokünstlern wie Albert Frey, Lothar Kosse, Anja Lehmann, Martin Pepper und anderen.
Als Pianist und Keyboarder veröffentlichte Jochen Rieger eine Reihe von Instrumentalalben zum Teil angereichert mit Vokaleinlagen oder weiteren Instrumenten. 1983 erschien sein Debütalbum Ein musikalischer Brief mit einer selbstgebauten Elektronik-Orgel eingespielt.
Jochen Rieger arbeitete bis 2011 als Produzent und A&R-Manager im Verlag Gerth Medien. Seit Februar 2012 ist er freiberuflich tätig.

## Diskografie
Für eine Liste seiner gesamten künstlerischen und produktiven Mitwirkung für selbststehende Künstler, siehe: